# Ведийское жречество

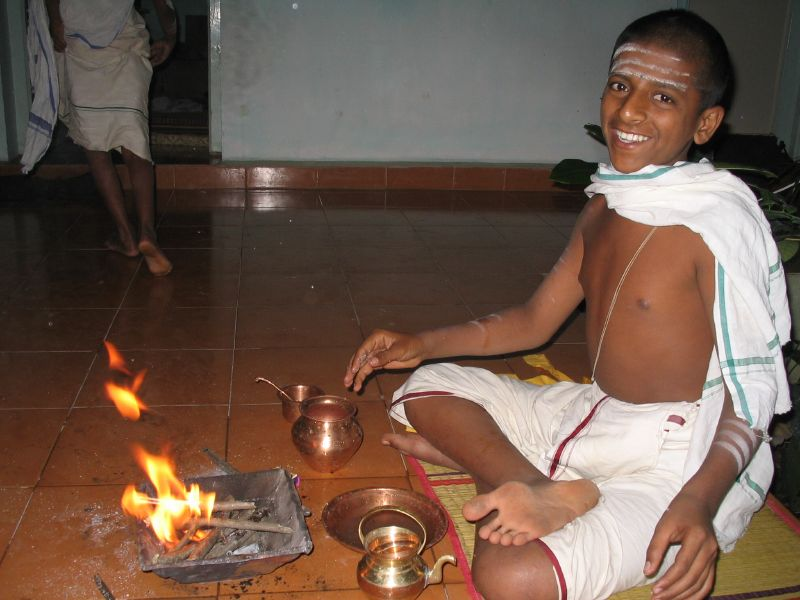
Мальчик-брахман совершает ритуал агнихотры

Веди́йское жре́чество —  жрецы ведийской религии, обслуживавшие отправление ритуалов яджны. Как люди, специально обученные для исполнения ритуалов и опытные в этом отношении, они назывались ритвидж (IAST: ṛtvij, «регулярно приносящий жертву»). Как члены социального класса, они в основном известны как випра (IAST: vipra, «учёный») или кави (IAST: kavi, «мудрец»).

## Главные жрецы
Со временем, с развитием и совершенствованием всего корпуса ритуалов всё больше специализировалось и жречество. В итоге полный состав из 16 служителей стал обязательным элементом главных церемоний. Эта группа из 16 жрецов состояла из четырёх главных жрецов и их помощников, при этом каждый из четырёх главных служителей играл уникальную роль в отправлении ритуала:
- Хотар занимался рецитацией заклинаний и молитв. Эти объекты рецитации могли состоять из одиночных стихов (IAST: ṛc, рич), строф (IAST: tṛca, трича (из трех стихов) либо IAST: pragātha, прагатха (два стиха)) или целых гимнов (IAST: sukta, сукта), взятых из «Ригведы». Так как каждый этап исполнения ритуала требовал прочтения заклинаний, то хотар занимал лидирующую позицию среди других жрецов.
- Адхварью был ответственен за материальные стороны жертвоприношения. Согласно Монье-Вильямсу, адхварью должен был смешивать землю, строить алтарь, приготовить ритуальную посуду, принести дерево и воду, зажечь огонь, доставить животное и принести его в жертву. Каждое его действие сопровождалось формулами (яджус), взятыми из «Яджурведы». Со временем роль адхварью выросла, и многие отрывки из «Ригведы» были включены в текст «Яджурведы».
- Удгатар был певцом гимнов, основываясь на мелодиях (саман) взятых из «Самаведы»[1]. Он играл особенную роль в жертвоприношениях сомы: он пел хвалебные гимны, чтобы усилить энергетические свойства свежевыжатого сока растения сома.
- Брахман руководил всем процессом и был ответственен за исправление ошибок в ритуале путём дополнительных заклинаний.

## Помощники жрецов
В систематизированных описаниях шраута-сутр эти помощники были разделены на четыре группы, каждая из которых соответственно относилась к одному из четырёх главных жрецов. Общая схема выглядела так:
- Помощники хотара
  - майтраваруна
  - аччхавака
  - гравастут
- Помощники адхварью
  - пратипрастхатар
  - нештар
  - уннетар
- Помощники удгатара
  - прастотар
  - пратихартар
  - субрахманья
- Помощники брахмана
  - брахманаччхамсин
  - агнидх
  - потар

Последняя классификация не совсем верна, так как помощники брахмана обычно были и помощниками хотара и адхварью.

## Брахман и Атхарваведа
В качестве простой попытки довести все до симметрии, а также поднять важность «Атхарваведы», было утверждение (в «Гопатха-брахмане»), что эта Веда является сферой деятельности брахмана, так как все остальные три Веды были связаны с каким-либо жрецом из главной четвёрки, кроме брахмана. Таким образом, четвёртая Веда должна была стать главной для четвёртого и самого главного жреца — брахмана, и тем самым приобрести статус главной Веды. Но это не имело основания, так как «Атхарваведа» не играла значимой роли в отправлении ритуалов высшей категории.